# 36e législature de l'Ontario
La 36e législature de l'Ontario commence le 8 juin 1995. Ses membres ont été élus lors de l'élections générales ontariennes de 1995 le 8 juin 1995. Cette élection a donné lieu à la formation d'un gouvernement majoritaire dirigé par Mike Harris, chef du Parti progressiste-conservateur de l'Ontario.
Allan K. McLean est président de l'Assemblée législative de l'Ontario du début de la législature jusqu'au 26 septembre 1996. Edward Doyle le remplace jusqu'au 3 octobre 1996 avant d'être à son tour remplacé par Chris Stockwell.

## Représentation

### Répartition des sièges
| Parti                    | Parti                           | Début | Fin |
|                          | Parti progressiste-conservateur | 82    | 82  |
|                          | Parti libéral                   | 30    | 31  |
|                          | Nouveau Parti démocratique      | 17    | 16  |
|                          | Indépendant                     | 1     | 1   |
|                          | Vacant                          | 0     | 0   |
| Total                    | Total                           | 130   | 130 |
| Gouvernement majoritaire | Gouvernement majoritaire        | 16    |     |

### Disposition de la chambre
Voici la répartition des députés dans la chambre de l'Assemblée législative.
| ▀ | ▀ | * | ▀ | ▀ | ▀ | ▀ | ▀ | ▀ | ▀ | ▀ | ▀ | ▀ | ▀ | ▀ | ▀ | ▀ | ▀ | ▀ | ▀ | ▀ | ▀ | ▀ | ▀ | ▀ |
| ▀ | ▀ | * | ▀ | ▀ | ▀ | ▀ | ▀ | ▀ | ▀ | ▀ | ▀ | ▀ | ▀ | ▀ | ▀ | ▀ | ▀ | ▀ | ▀ | ▀ | ▀ | ▀ | ▀ | ▀ |
| ▀ | ▀ | * | ▀ | ▀ | ▀ | ▀ | ▀ | ▀ | ▀ | ▀ | ▀ | ▀ | ▀ | ▀ | ▀ | ▀ | ▀ | ▀ | ▀ | ▀ | ▀ | ▀ | ▀ | ▀ |
| ▀ | ▀ | * | * | * | ▀ | ▀ | ▀ | ▀ | ▀ | ▀ | ▀ | ▀ | ▀ | ▀ | ▀ | ▀ | ▀ | ▀ | ▀ | ▀ | ▀ | ▀ | ▀ | ▀ |
| ▀ |   |   |   |   |   |   |   |   |   |   |   |   |   |   |   |   |   |   |   |   |   |   |   |   |
| ▀ | * | * | * | * | ▀ | ▀ | ▀ | ▀ | ▀ | ▀ | ▀ | ▀ | ▀ | ▀ | ▀ | ▀ | ▀ | ▀ | ▀ | ▀ | ▀ | ▀ | ▀ | ▀ |
| ▀ | ▀ | ▀ | ▀ | * | ▀ | ▀ | ▀ | ▀ | ▀ | ▀ | ▀ | ▀ | ▀ | ▀ | ▀ | ▀ | ▀ | ▀ | ▀ | ▀ | ▀ | ▀ | ▀ | ▀ |
| ▀ | ▀ | ▀ | ▀ | * | ▀ | ▀ | ▀ | ▀ | ▀ | ▀ | ▀ | ▀ | ▀ | ▀ | ▀ | ▀ | ▀ | ▀ | ▀ | ▀ | ▀ | ▀ | ▀ | ▀ |
| ▀ | ▀ | ▀ | ▀ | * | ▀ | ▀ | ▀ | ▀ | ▀ | ▀ | ▀ | ▀ | ▀ | ▀ | ▀ | ▀ | ▀ | ▀ | ▀ | ▀ | ▀ | ▀ | ▀ |   |

## Liste des députés
|  | Circonscription                              | Nom                  | Parti                     | Notes |
|  | -------------------------------------------- | -------------------- | ------------------------- | --- |
|  | Algoma                                       | Bud Wildman          | Néo-démocrate             | |
|  | Algoma—Manitoulin                            | Mike Brown           | Libéral                   | |
|  | Beaches—Woodbine                             | Frances Lankin       | Néo-démocrate             | |
|  | Brampton-Nord                                | Joe Spina            | Progressiste-conservateur | |
|  | Brampton-Sud                                 | Tony Clement         | Progressiste-conservateur | Ministre des Transports, 1997-1999                                                                                               |
|  | Brant—Haldimand                              | Peter L. Preston     | Progressiste-conservateur | |
|  | Brantford                                    | Ron Johnson          | Progressiste-conservateur | |
|  | Bruce                                        | Barb Fisher          | Progressiste-conservateur | |
|  | Burlington-Sud                               | Cam Jackson          | Progressiste-conservateur | |
|  | Cambridge                                    | Gerry Martiniuk      | Progressiste-conservateur | |
|  | Carleton                                     | Norm Sterling        | Progressiste-conservateur | |
|  | Carleton-Est                                 | Gilles Morin         | Libéral                   | |
|  | Chatham—Kent                                 | Jack Carroll         | Progressiste-conservateur | |
|  | Cochrane-Nord                                | Len Wood             | Néo-démocrate             | |
|  | Cochrane-Sud                                 | Gilles Bisson        | Néo-démocrate             | |
|  | Cornwall                                     | John Cleary          | Libéral                   | |
|  | Don Mills                                    | David Johnson        | Progressiste-conservateur | |
|  | Dovercourt                                   | Tony Silipo          | Néo-démocrate             | |
|  | Downsview                                    | Annamarie Castrilli  | Libéral                   | |
|  | Dufferin—Peel                                | David Tilson         | Progressiste-conservateur | |
|  | Durham-Centre                                | Jim Flaherty         | Progressiste-conservateur | Ministre du Travail, 1997-1999                                                                                                   |
|  | Durham East                                  | John O'Toole         | Progressiste-conservateur | |
|  | Durham-Ouest                                 | Janet Ecker          | Progressiste-conservateur | Ministre de Community and Social Services, 1996-1999                                                                             |
|  | Durham—York                                  | Julia Munro          | Progressiste-conservateur | |
|  | Eglinton                                     | Bill Saunderson      | Progressiste-conservateur | Ministre du Développement économique, Commerce et Tourisme, 1995-1997                                                            |
|  | Elgin                                        | Peter North          | Indépendant               | |
|  | Essex-Sud                                    | Bruce Crozier        | Libéral                   | |
|  | Essex—Kent                                   | Pat Hoy              | Libéral                   | |
|  | Etobicoke-Ouest                              | Chris Stockwell      | Progressiste-conservateur | Président de la chambre, 1996-1999                                                                                               |
|  | Etobicoke—Humber                             | Doug Ford, Sr.       | Progressiste-conservateur | |
|  | Etobicoke—Lakeshore                          | Morley Kells         | Progressiste-conservateur | |
|  | Etobicoke—Rexdale                            | John Hastings        | Progressiste-conservateur | |
|  | Fort William                                 | Lyn McLeod           | Libéral                   | Cheffe de parti, 1995-1996 |
|  | Fort York                                    | Rosario Marchese     | Néo-démocrate             | |
|  | Frontenac—Addington                          | Bill Vankoughnet     | Progressiste-conservateur | |
|  | Grey—Owen Sound                              | Bill Murdoch         | Progressiste-conservateur | |
|  | Guelph                                       | Brenda Elliott       | Progressiste-conservateur | Ministre de Environment and Energy, 1995-1996                                                                                    |
|  | Halton Centre                                | Terence Young        | Progressiste-conservateur | |
|  | Halton-Nord                                  | Ted Chudleigh        | Progressiste-conservateur | |
|  | Hamilton-Centre                              | David Christopherson | Néo-démocrate             | |
|  | Hamilton-Est                                 | Dominic Agostino     | Libéral                   | |
|  | Hamilton Mountain                            | Trevor Pettit        | Progressiste-conservateur | |
|  | Hamilton-Ouest                               | Lillian Ross         | Progressiste-conservateur | |
|  | Hastings—Peterborough                        | Harry Danford        | Progressiste-conservateur | |
|  | High Park—Swansea                            | Derwyn Shea          | Progressiste-conservateur | |
|  | Huron                                        | Helen Johns          | Progressiste-conservateur | |
|  | Kenora                                       | Frank Miclash        | Libéral                   | |
|  | Kingston et les Îles                         | John Gerretsen       | Libéral                   | |
|  | Kitchener                                    | Wayne Wettlaufer     | Progressiste-conservateur | |
|  | Kitchener—Wilmot                             | Gary Leadston        | Progressiste-conservateur | |
|  | Lake Nipigon                                 | Gilles Pouliot       | Néo-démocrate             | |
|  | Lambton                                      | Marcel Beaubien      | Progressiste-conservateur | |
|  | Lanark—Renfrew                               | Leo Jordan           | Progressiste-conservateur | |
|  | Lawrence                                     | Joseph Cordiano      | Libéral                   | |
|  | Leeds—Grenville                              | Bob Runciman         | Progressiste-conservateur | Solliciteur-général et ministre des Services correctionnels, 1995-1999                                                           |
|  | Lincoln                                      | Frank Sheehan        | Progressiste-conservateur | |
|  | London-Centre                                | Marion Boyd          | Néo-démocrate             | |
|  | London-Nord                                  | Dianne Cunningham    | Progressiste-conservateur | Ministre de Intergovernmental Affairs and Minister Responsible for Women's Issues, 1995-1999                                     |
|  | London-Sud                                   | Bob Wood             | Progressiste-conservateur | |
|  | Markham                                      | David Tsubouchi      | Progressiste-conservateur | Ministre des Communautés et des Services sociaux, 1995-1996; ministre des Consommateurs et des Relations commerciales, 1996-1999 |
|  | Middlesex                                    | Bruce Smith          | Progressiste-conservateur | |
|  | Mississauga-Est                              | Carl DeFaria         | Progressiste-conservateur | |
|  | Mississauga-Nord                             | John Snobelen        | Progressiste-conservateur | Ministre de l'Éducation, 1995-1997; Ministre de Natural Resources, 1997-1999                                                     |
|  | Mississauga-Ouest                            | Rob Sampson          | Progressiste-conservateur | Ministre sans portefeuille (Privatisation), 1996-1999                                                                            |
|  | Mississauga-Sud                              | Margaret Marland     | Progressiste-conservateur | Ministre sans portefeuille (Enfant), 1997-1999                                                                                   |
|  | Muskoka—Georgian Bay                         | Bill Grimmett        | Progressiste-conservateur | |
|  | Nepean                                       | John Baird           | Progressiste-conservateur | |
|  | Niagara Falls                                | Bart Maves           | Progressiste-conservateur | |
|  | Niagara-Sud                                  | Tim Hudak            | Progressiste-conservateur | |
|  | Nickel Belt                                  | Floyd Laughren       | Néo-démocrate             | Démissionne, 1998 |
|  | Nickel Belt                                  | Blain Morin          | Néo-démocrate             | Élu par élection partielle, 1998                                                                                                 |
|  | Nipissing                                    | Mike Harris          | Progressiste-conservateur | Premier ministre et chef de parti                                                                                                |
|  | Norfolk                                      | Toby Barrett         | Progressiste-conservateur | |
|  | Northumberland                               | Doug Galt            | Progressiste-conservateur | |
|  | Oakville-Sud                                 | Gary Carr            | Progressiste-conservateur | |
|  | Oakwood                                      | Mike Colle           | Libéral                   | |
|  | Oriole                                       | Elinor Caplan        | Libéral                   | Démissionne pour se présenter en politique fédérale, 1997                                                                        |
|  | Oriole                                       | David Caplan         | Libéral                   | Élu par élection partielle, 1997                                                                                                 |
|  | Oshawa                                       | Jerry Ouellette      | Progressiste-conservateur | |
|  | Ottawa-Centre                                | Richard Patten       | Libéral                   | |
|  | Ottawa East                                  | Bernard Grandmaître  | Libéral                   | |
|  | Ottawa-Sud                                   | Dalton McGuinty      | Libéral                   | Chef de parti, 1996-2012 |
|  | Ottawa-Ouest                                 | Bob Chiarelli        | Libéral                   | Démissionne, 1997 |
|  | Ottawa-Ouest                                 | Alex Cullen          | Libéral                   | Ensuite néo-démocrate et indépendant, élu lors d'une élection partielle en 1997                                                  |
|  | Ottawa—Rideau                                | Garry Guzzo          | Progressiste-conservateur | |
|  | Oxford                                       | Ernie Hardeman       | Progressiste-conservateur | |
|  | Parkdale                                     | Tony Ruprecht        | Libéral                   | |
|  | Parry Sound                                  | Ernie Eves           | Progressiste-conservateur | Vice-premier ministre et ministre des Finances, 1995-1999                                                                        |
|  | Perth                                        | Bert Johnson         | Progressiste-conservateur | Président de la chambre, 1995-1999                                                                                               |
|  | Peterborough                                 | Gary Stewart         | Progressiste-conservateur | |
|  | Port Arthur                                  | Michael Gravelle     | Libéral                   | |
|  | Prescott et Russell                          | Jean-Marc Lalonde    | Libéral                   | |
|  | Prince Edward—Lennox-South—Hastings          | Gary Fox             | Progressiste-conservateur | |
|  | Quinte                                       | Doug Rollins         | Progressiste-conservateur | |
|  | Rainy River                                  | Howard Hampton       | Néo-démocrate             | Chef de parti, 1996-2009 |
|  | Renfrew-Nord                                 | Sean Conway          | Libéral                   | |
|  | Riverdale                                    | Marilyn Churley      | Néo-démocrate             | |
|  | Sarnia                                       | Dave Boushy          | Progressiste-conservateur | |
|  | Sault Ste. Marie                             | Tony Martin          | Néo-démocrate             | |
|  | Scarborough-Centre                           | Dan Newman           | Progressiste-conservateur | |
|  | Scarborough-Est                              | Steve Gilchrist      | Progressiste-conservateur | |
|  | Scarborough-Nord                             | Alvin Curling        | Libéral                   | |
|  | Scarborough-Ouest                            | Jim Brown            | Progressiste-conservateur | |
|  | Scarborough—Agincourt                        | Gerry Phillips       | Libéral                   | |
|  | Scarborough—Ellesmere                        | Marilyn Mushinski    | Progressiste-conservateur | Ministre de Citizenship, Culture and Recreation, 1995-1997                                                                       |
|  | Simcoe Centre                                | Joe Tascona          | Progressiste-conservateur | |
|  | Simcoe-Est                                   | Al McLean            | Progressiste-conservateur | Président de la chambre, 1995-1996                                                                                               |
|  | Simcoe-Ouest                                 | Jim Wilson           | Progressiste-conservateur | Ministre de Health, 1995-1997; Ministre de Energy, Science and Technology, 1997-1999                                             |
|  | St. Andrew—St. Patrick                       | Isabel Bassett       | Progressiste-conservateur | Ministre de la Citoyenneté, Culture et Loisirs, 1997-1999                                                                        |
|  | St. Catharines                               | Jim Bradley          | Libéral                   | |
|  | St. Catharines—Brock                         | Tom Froese           | Progressiste-conservateur | |
|  | St. George—St. David                         | Al Leach             | Progressiste-conservateur | Ministre des Affaires municipales et du Logement, 1995-1999                                                                      |
|  | Stormont—Dundas—Glengarry and East Grenville | Noble Villeneuve     | Progressiste-conservateur | Ministre de l'Agriculture et Alimentation, 1995-1999                                                                             |
|  | Sudbury                                      | Rick Bartolucci      | Libéral                   | |
|  | Sudbury-Est                                  | Shelley Martel       | Néo-démocrate             | |
|  | Timiskaming                                  | David Ramsay         | Libéral                   | |
|  | Victoria—Haliburton                          | Chris Hodgson        | Progressiste-conservateur | Ministre des Ressources naturelles et ministre du Développement du Nord et des Mines, 1995-1999                                  |
|  | Waterloo-Nord                                | Elizabeth Witmer     | Progressiste-conservateur | Ministre du Travail, 1995-1997; Ministre de la Santé, 1997-1999                                                                  |
|  | Welland—Thorold                              | Peter Kormos         | Néo-démocrate             | |
|  | Wellington                                   | Ted Arnott           | Progressiste-conservateur | |
|  | Wentworth-Est                                | Ed Doyle             | Progressiste-conservateur | |
|  | Wentworth-Nord                               | Toni Skarica         | Progressiste-conservateur | |
|  | Willowdale                                   | Charles Harnick      | Progressiste-conservateur | Procureur-générale et ministre responsable des Affaires des Premières Nations, 1995-1999                                         |
|  | Wilson Heights                               | Monte Kwinter        | Libéral                   | |
|  | Windsor—Riverside                            | Dave Cooke           | Néo-démocrate             | Démissionne en 1997 |
|  | Windsor—Riverside                            | Wayne Lessard        | Néo-démocrate             | Élu par élection partielle, 1997                                                                                                 |
|  | Windsor—Sandwich                             | Sandra Pupatello     | Libéral                   | |
|  | Windsor—Walkerville                          | Dwight Duncan        | Libéral                   | |
|  | York-Centre                                  | Al Palladini         | Progressiste-conservateur | Ministre des Transports, 1995-1997; Ministre du Développement économique, Commerce et Tourisme, 1997-1999                        |
|  | York-Est                                     | John Parker          | Progressiste-conservateur | |
|  | York Mills                                   | David Turnbull       | Progressiste-conservateur | Chief Government Whip, 1995-1999                                                                                                 |
|  | York-Sud                                     | Bob Rae              | Néo-démocrate             | Chef de parti, 1995-1996 (démissionne)                                                                                           |
|  | York-Sud                                     | Gerard Kennedy       | Libéral                   | Élu par élection partielle, 1996                                                                                                 |
|  | York—Mackenzie                               | Frank Klees          | Progressiste-conservateur | |
|  | Yorkview                                     | Mario Sergio         | Libéral                   | |